# Cyanopepla hurama
Cyanopepla hurama är en fjärilsart som beskrevs av Butler 1876. Cyanopepla hurama ingår i släktet Cyanopepla och familjen björnspinnare. Inga underarter finns listade i Catalogue of Life.